# Phoxinus lumaireul
La sanguinerola o sanguinerola padana (Phoxinus lumaireul Schinz, 1840) è un pesce osseo di acqua dolce appartenente alla famiglia Leuciscidae dell'ordine dei Cypriniformes.

## Distribuzione e habitat
La sanguinerola è diffusa in gran parte dei fiumi che sfociano nel mare Adriatico, in Italia settentrionale (dal Po al Timavo), Svizzera (Canton Ticino), Slovenia e Croazia. Recenti studi hanno dimostrato la sua presenza naturale anche in numerosi corsi d'acqua che affluiscono nel Danubio, sia in Slovenia che in Croazia, con alcune popolazioni che raggiungono anche la Bosnia ed Erzegovina e la Serbia. Apparterrebbero a questa specie anche alcune popolazioni della Grecia settentrionale (bacini del Loudias e dell'Aliacmone), e quella presente sull'isola di Veglia in Croazia (descritte in precedenza come P. ketmaieri). Nel 2024 è stata confermata la presenza naturale della sanguinerola anche in alcuni corsi d'acqua dell'Italia centrale (bacini dell'Esino e del Potenza, Marche).
La specie frequenta corsi d'acqua caratterizzati da acque limpide, fresche e ossigenate, come ad esempio fiumi di risorgiva, ruscelli, rogge, ma anche torrenti e fontanili. Le sanguinerole popolano anche laghi di acqua fredda, e si possono rinvenite presso laghetti glaciali d'alta quota, dove sono state per lo più immesse dall'uomo allo scopo di foraggiare le popolazioni di salmonidi introdotti per la pesca sportiva. Popolazioni introdotte al di fuori dell'areale si rinvengono unicamente sull'Appennino Tosco-Emiliano e in Liguria.

## Conservazione
La specie, precedentemente considerata come Phoxinus phoxinus, è pertanto considerata a rischio minimo (LC) dalla Lista rossa IUCN. La specie è riportata come DD (Dati Insufficienti) nella Lista Rossa della IUCN Italia. Le minacce sono rappresentate soprattutto dall'alterazione dei corsi d'acqua e dal rapido cambiamento delle condizioni idriche che sta investendo la pianura Padana (siccità, aumento delle temperature, captazioni da parte dell'uomo). Inoltre è stata recentemente accertata l'introduzione di altre specie alloctone appartenenti al genere Phoxinus (P. septimaniae e P. csikii), che contribuiscono potenzialmente al declino della sanguinerola padana attraverso l'esclusione competitiva e/o l'ibridazione.